# Вулиця Єднання України (Кременчук)
Ву́лиця Єднання України — одна з вулиць Кременчука. Протяжність близько 700 метрів.

## Розташування
Вулиця розташована в спальній частині міста. Починається з проспекту Свободи та прямує на південний схід, де входить у вул. Червона Гірка.

## Назва
До середини квітня 2022 року мала назву на честь російського письменника Володимира Маяковського.

## Будівлі та об'єкти
- Будинок № 3 (житловий будинок та приміщення Кременчуцької вечірньої (змінної) школи № 3[1]) — пам'ятка архітектури місцевого значення[2].
- Спорткомплекс «Політехнік»
- Кладовище[3]